# Jean II Makoun
Jean II Makoun (* 29. května 1983) je bývalý kamerunský fotbalový záložník a reprezentant, naposledy hrající za kyperský celek Merit AYSK.

## Klubová kariéra
Se Stade Rennais postoupil v sezóně 2012/13 do finále francouzského ligového poháru Coupe de la Ligue, Stade Rennais v něm podlehlo AS Saint-Étienne 0:1.

## Reprezentační kariéra
S reprezentací Kamerunu se zúčastnil fotbalového MS 2010 a Afrického poháru národů 2004, 2006, 2008 a 2010.